# 布魯克蒙特 (馬里蘭州)
布魯克蒙特（英語：Brookmont）是位於美國馬里蘭州蒙哥馬利縣的一個普查規定居民點。

## 人口
根據2020年美國人口普查的數據，布魯克蒙特的面積為5.11平方千米，當中陸地面積為3.40平方千米，而水域面積為1.71平方千米。當地共有人口3751人，而人口密度為每平方千米734.05人。